# HMS Agamemnon (1781)
HMS Agamemnon (1781) — 64-пушечный линейный корабль третьего ранга. Второй корабль Королевского флота, названный HMS Agamemnon, в честь гомеровского героя. Отличался хорошим ходом. Участник большинства крупных сражений в Век паруса. Любимый корабль Нельсона.
Заказан 8 апреля 1777 года. Спущен на воду 10 апреля 1781 года на частной верфи Bucklers Hard, графство Хемпшир.

## Служба

### Американская революционная война
Был при острове Уэссан (1781) и при Островах Всех Святых.
1782 — капитан Бенджамин Колдуэлл (англ. Benjamin Caldwell), Вест-Индия. 12 апреля 1782 года принимал участие в битве сэра Джорджа Родни с французским флотом, вышедшим с Мартиники. Agamemnon потерял 14 человек убитыми и 24 ранеными, в том числе лейтенанты Инклдон (англ. Incledon) и Брайс (англ. Brice).

### Французские революционные войны
1793 — 26 января, капитан Горацио Нельсон, Чатем. Командовал кораблем в течение трех лет и трех месяцев.
25 февраля Agamemnon с HMS Robust перешел к Блэкстэкс; приняв на борт порох и пушки, они вышли чтобы присоединиться к флоту в Спитхеде. Пасынок Нельсона, 13-летний Иосия Нисбет (англ. Josiah Nisbet) был на Agamemnon мичманом.
Затем корабль перешел в Средиземное море с лордом Худом, для блокады Тулона и Марселя.

#### Тулон

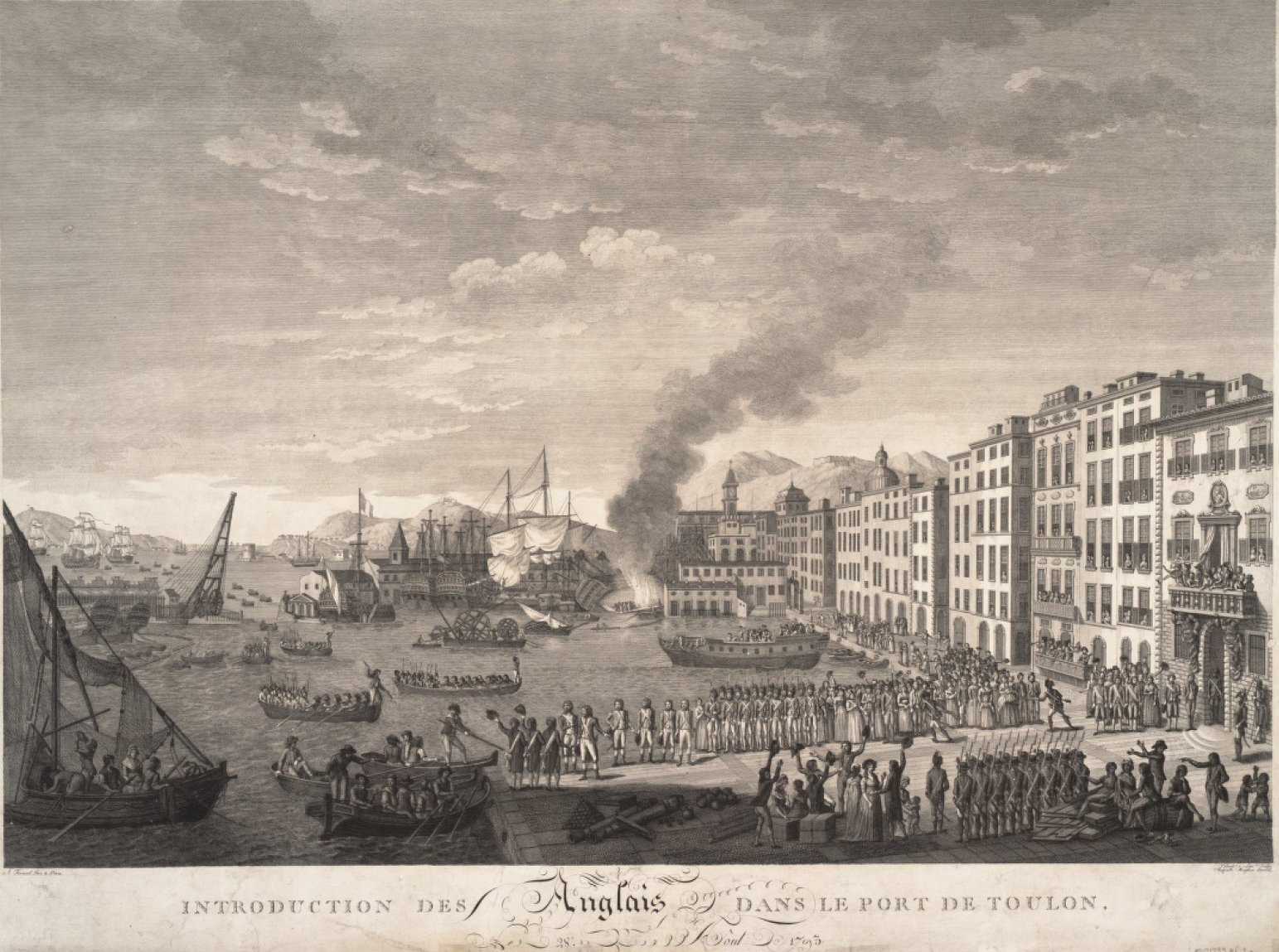
Англо-испанские войска в Тулоне

27 августа Тулон объявил верность Бурбонам; британские корабли вошли в порт и овладели верфями. В их руки попали 30 французских линейных кораблей.
Agamemnon был отправлен в Неаполь, за десятью тысячами солдат для оккупации Тулона. Он привез 6000, но войск было недостаточно, чтобы оборонять позиции вокруг города против больших сил, собранных республиканцами, которые начали атаку в ночь на 17 декабря. На следующий день неаполитанские войска вместе с роялистами вновь грузились на любые корабли, какие могли найти. Около 14 000 таким образом ушли, но многие тысячи были перебиты.
Лорд Худ приказал сжечь французский флот, арсенал и весь порох. Вместе с ними огонь уничтожил половину города.
В конце месяца Agamemnon, теперь с эскадрой возле Корсики, отправился в Ливорно, для снабжения.

#### Корсика
В январе 1794 осуществлял блокаду Кальви, затем, 14 февраля, посетив Ливорно ради питьевой воды, капитан Нельсон провел разведку Бастии, в качестве возможной базы для британского флота. Он заключил, что 500 человек могли бы её взять, при поддержке огня с кораблей, если те смогут заставить замолчать форты.
Лорд Дандас (англ. Dundas), командующий войсками, отказался атаковать силами менее чем 2000 человек, и после обмена сердитыми письмами лорд Худ решил действовать в одиночку. Лорда Дандаса сменил генерал д’Обан (фр. D'Aubant), но он также отказался участвовать, и 4 апреля 1200 морских пехотинцев и 250 моряков высадились и обложили Бастию. Шлюпки эскадры препятствовали кому-либо выходить или входить с моря, а батареи больших пушек, снятых с кораблей, возведенные вокруг города, поддерживали непрерывный огонь.
Agamemnon стоял на якоре напротив лагеря, Нельсон был на берегу со своими людьми, и получил ранение в спину. 20 мая французы послали к лорду Худу белый флаг, и сдали город и гарнизон около 4000 человек.
Следующим пунктом атаки был Кальви в северо-западной точке острова. Войска под командованием генерала Стюарта (англ. Stuart) высадились 19 июня примерно в 4 милях к западу от Кальви и в течение четырех недель захватили все французские форпосты и установили батареи корабельных пушек в 650 ярдах от центра цитадели.
10 июля в батарею Нельсона июля ударило ядро, осколки и камни попали ему в грудь и лицо, лишив зрения правый глаз.
Предложение сдаться было отклонено 19 июля, так что 26 июля, имея 21 пушку, 5 мортир и 4 гаубицы в 560 ярдах от крепостной стены, генерал послал сказать, что не будет стрелять по госпиталям.
В результате начались переговоры, в которых французы попросили перемирия на 25 дней, намереваясь выждать, не прибудет ли помощь. Им было дано шесть, но они нарушили перемирие 30-го, после того как в порт пробрались четыре мелких судна.
Немедленно был открыт огонь по врагу, и 1 августа тот вывесил белые флаги. Британские войска овладели городом 10 августа; 15-го Agamemnon ушел в Ливорно, минус несколько пушек, потерянных во время осады. В то же время парламент Корсики объявил жителей острова англичанами, а Георга III королём Корсики. Сэр Гилберт Эллиот был назначен вице-королём Корсики.
Agamemnon затем пошел в Геную, чтобы встретить лорда Худа и вице-адмирала Хотэма (который его сменил), прибыв туда 23 сентября.
Вместе они вышли 27 сентября на поиск французов в залив Гуржан (фр. Gourjean), а затем к Тулону. Лорд Худ отбыл домой 11 октября. К концу месяца Agamemnon пошел в Ливорно, чтобы дать отдых людям, из которых семьдесят были еще очень больны.
Со времени ухода из Кальви Нельсон потерял 50 своих лучших людей. Она снова вышел 26 октября, но шторм заставил его вернуться обратно 30-го. Он, наконец, присоединился к адмиралу Хотэму утром 3 ноября и обнаружил, что французы ускользнули. Agamemnon был отряжен их искать, и нашел что Йерский залив пуст, но 5-го обнаружил 22 корабля во внутренней гавани Тулона. Два дня спустя он был в Сан-Фьоренцо, где 15 ноября Нельсон отметил, что корабль выглядит жалко без бизань-мачты, а вскоре потерял и грот-мачту.

#### Генуэзский залив
8 марта 1795 Agamemnon стоял на рейде в Ливорно с остальными кораблями эскадры Хотэма, когда перед входом появился Moselle с известиями о французском флоте.

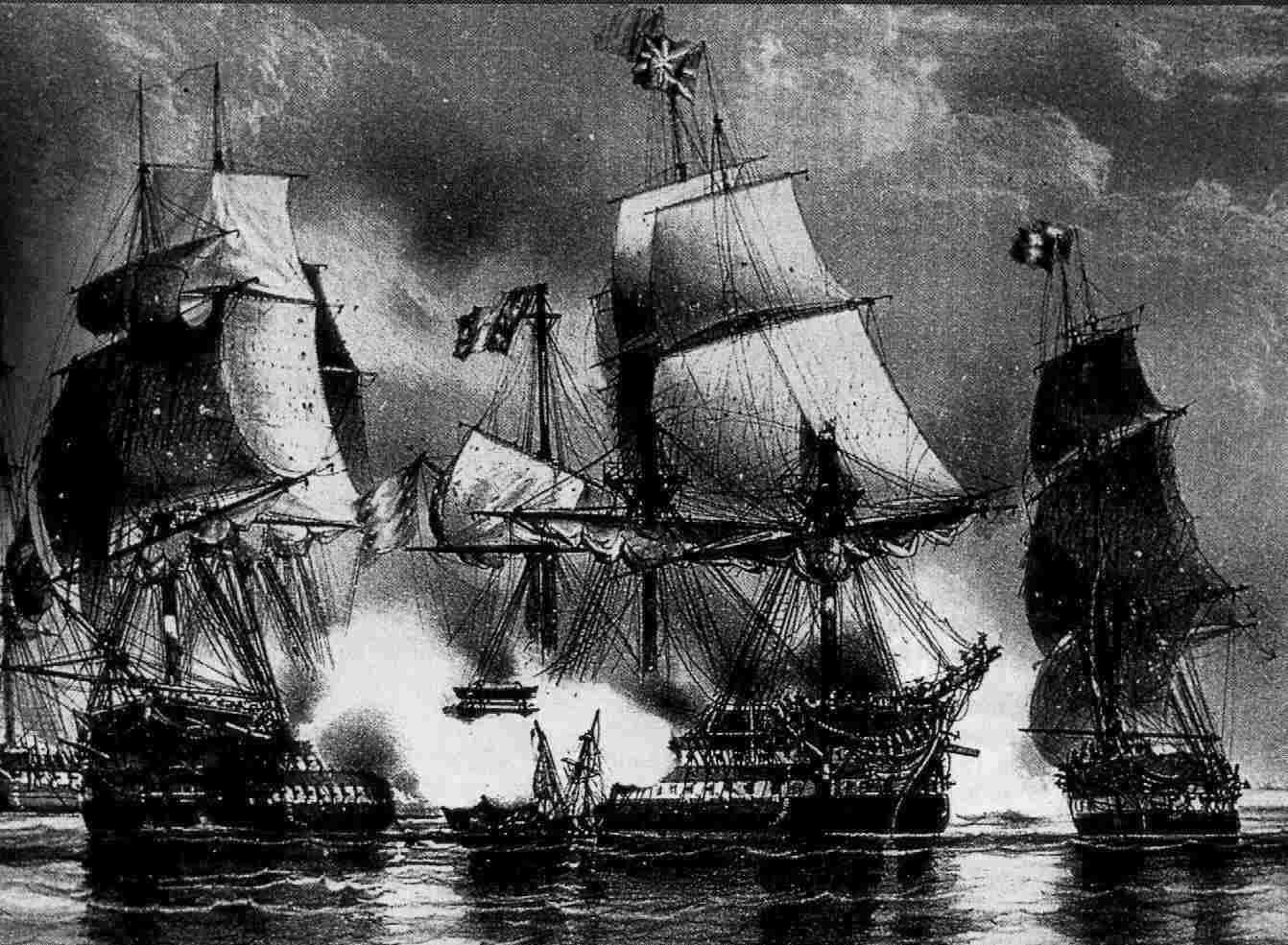
HMS Agamemnon (слева), Inconstant и Vestal против Ça Ira

10 марта 15 кораблей противника были обнаружены британскими фрегатами по пути обратно в Тулон. Поскольку они не проявили никакого желания повернуть и дать бой, утром 13-го адмирал Хотэм скомандовал общую погоню.
Французский Ça Ira столкнулся с Victoire, следующим впереди, и снес себе фор- и грот- стеньги, что позволило капитану Фримантлу (англ. Freemantle) на HMS Inconstant встать с ним борт к борту и начать бой. К нему присоединились HMS Captain и Agamemnon, нападавший на Ça Ira более двух часов, пока не появились несколько французских кораблей в поддержку, и адмирал Хотэм не поднял сигнал отзыва.
На следующий день Ça Ira был обнаружен с подветра от остального флота, на буксире у Le Censeur. Оба, наконец, сдались после отчаянного боя с Captain и HMS Bedford, в котором французы потеряли 400 человек.

#### Йерские острова
В начале июля Agamemnon был отправлен с небольшой эскадрой фрегатов поддерживать генерала де Вена (фр. de Vins), который атаковал французов в Генуе. 6 и 7 июля он преследовал французский флот из 17 линейных и 6 фрегатов от мыса дель Мелле почти до Сан-Фьоренцо, но британский флот не мог выйти ему на помощь.
Однако на следующий день адмиралу Хотэму удалось выйти с 23 линейными; они увидели противника возле Йерских островов на рассвете 13-го. Был поднят сигнал «общая погоня», и к полудню HMS Victory, Captain, Agamemnon, HMS Cumberland, HMS Defence и HMS Culloden пришли на дальность огня.
Во время боя, который проходил почти в полный штиль, французский Alcide спустил флаг, но затем загорелся и затонул. С него спаслось всего 200 человек. Многие другие корабли противника были почти в таком же состоянии, и Agamemnon и Cumberland собирались атаковать 80-пушечный флагман, когда адмирал Хотэма прекратил бой, и французы смогли бежать в залив Фрея.
В конце июля Agamemnon и восемь фрегатов вернулись в бухту Вадо, на помощь австрийцам, атакующим Геную. 20 сентября, в бою, длившемся 10 часов, войска захватили центральный пункт на гребне, продвинувшись на 33 мили. Agamemnon вернулся в Ливорно 24 сентября и через четыре дня вышел снова. В конце октября он был под Тулоном и Марселем.
Между тем дела у австрийцев шли не очень хорошо. Лишенный достаточной поддержки флота, адмирал Хотэм выделил в эскадру Нельсона слишком мало кораблей для поставленной задачи, а когда его преемник сэр Хайд Паркер сократил её на один фрегат и бриг, центр и правое крыло подались и бежали перед атакой канонерских лодок противника.
Справа, генерал де Вен и его 8-10 тысяч человек отошли в полном порядке по дороге под защитой Agamemnon, который также не позволял французам высадиться в тыл.
Agamemnon вернулся к флоту в бухту Фьоренцо 19 января 1796, где новым главнокомандующим стал адмирал сэр Джон Джервис. В апреле адмирал сообщил Нельсону, что он может поднять свой брейд-вымпел, с капитаном в подчинении, и командовать дивизионом. Нельсон перенес свой вымпел на Captain 11 июня 1796, когда было решено что Agamemnon, давно уже в плохом состоянии, вынужден вернуться в Англию.
1797 — капитан Роберт Девре Фанкур (англ. Robert Devereux Fancourt), Северное море.

#### Мятеж

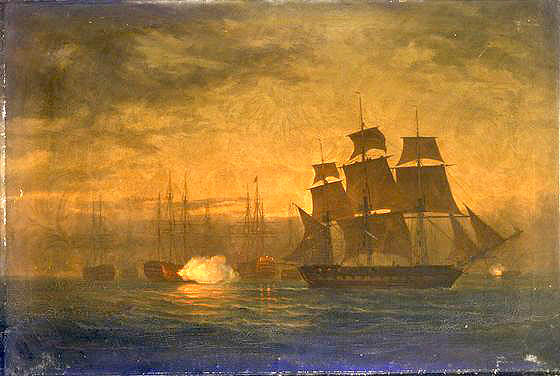
Побег HMS Clyde из Нора, 30 мая 1797

В мае-июне 1797 корабли в Норе и в Ширнессе охватил мятеж, поднятый против тяжелых условий на борту. Утром 29 мая флоту в Ярмуте был сделан сигнал выбрать якоря и идти на Тексел. HMS Adamant, HMS Glatton и Agamemnon единственные подчинились приказу, но после полудня команда Agamemnon отказалась исполнять долг и отступила в нос на гон-дек, за баррикаду из коек. Позже некоторые из них вышли на палубу, привели корабль обратно на рейд и подняли красный флаг.
На заседании мятежников было решено вести Agamemnon, HMS Ardent, HMS Leopard и HMS Isis на соединение к тем, кто поднял мятеж в Норе, куда они прибыли 6 июня, а на следующее утро на борт прибыл главарь, Ричард Паркер.
Дух мятежников был омрачен бегством HMS Clyde, HMS St. Fiorenzo, HMS Serapis, HMS Leopard и HMS Repulse, и в скором времени корабли дезертировали один за другим. 13 июня Agamemnon подошел к Тильбюри-форт.

#### Английский канал и авария
1799 — тот же капитан, Торбей.
В феврале 1800 года был в крейсерстве у Пенмарк вместе с Repulse, HMS Nereide и Suwarrow? которые были выделены от Флота Канала перехватывать суда снабжения, идущие в Брест.
17 марта Agamemnon отослал в Плимут Sophie, груженую коньяком и вином для французского флота.
18 марта сел на скалы Пенмарк, рядом с местом, где 9 марта был потерян Repulse. 25 марта в сопровождении Clyde пришел в Фалмут. У берега его встретил HMS Childers и оказал помощь. Экипажи двух шлюпов и брандвахты HMS Chatham вместе с солдатами из гарнизона замка Пенденнис откачивали воду всю ночь, но утром обнаружилось, что вода прибыла на три фута.
Однако к полудню вода уже не обгоняла помпы, так что корабль пошёл в Плимут для ремонта, но возле Пенли-пойнт дал такую течь, что вынужден был звать на помощь, стреляя из пушек. Едва держась на воде, он был приведен в порт и ошвартован к блокшиву. Отремонтировался и вышел на соединение с флотом 28 июня.
1801 — капитан Фанкур, Балтика. Присутствовал при Копенгагене. Шёл вторым в эскадре Нельсона, но проходя внешним каналом, сел на банку Миддельгрунн и в бою не участвовал. Снят с банки в ночь на 3 апреля.

### Наполеоновские войны
1803 — в резерве в Чатеме.
1804 — август, капитан Джон Харви (англ. John Harvey), Чатем.

#### Блокада Кадиса
1 ноября Agamemnon вышел из Сент-Хеленс с эскадрой контр-адмирала сэра Джона Орда (англ. John Orde). 18 ноября был у Кадиса. Капитан Харви задержал испанский фрегат, но сэр Джон приказал его освободить.
(Сэр Ричард Страчан не имел подобных колебаний, и привел его напарника, Amphitrite, в Гибралтар) 27 ноября к ним присоединился HMS Niger с приказом задерживать все испанские корабли, таким образом 30-го капитан Харви захватил бриг Pomone из Гаваны с сахаром и двадцатью сундуками серебра.
С 9 декабря Agamemnon крейсировал у мыса Сент-Винсент и захватил четыре «купца», с грузом сахара, кофе, кошенили и индиго, и почти миллион испанских талеров из Гаваны и Санта-Крус.
Один из них, Cleopatra, был взят 29 декабря и доставлен в Гибралтар, где был выброшен на берег сильнейшим штормом, накрывшим Гибралтар 31 января. Agamemnon оборвал один якорный и дрейфовал опасно близко к скалам, но задержался, отдав по два якоря с носа и кормы. После шторма не было больше случаев желтой лихорадки, от которой Гибралтар страдал в течение нескольких месяцев.
3 февраля Agamemnon вернулся к сэру Джону. Его эскадра — HMS Glory, HMS Renown, HMS Defence, HMS Ruby и HMS Polyphemus — 9 апреля принимала припасы в Сан-Лукар, когда появилась французская эскадра из Тулона, от 20 до 40 вымпелов, и присоединилась к испанцам в Кадисе.

#### Бой Кальдера
22 июля 1805 года вице-адмирал Роберт Кальдер (англ. Robert Calder) был у мыса Финистерре с флотом из 15 линейных, включая Agamemnon, когда с наветра был обнаружен объединенный франко-испанский флот из Вест-Индии.
Британские корабли выстроили линию (Agamemnon шёл пятым) и завязали бой в густом тумане. В ходе боя Agamemnon, на котором было трое раненых, и HMS Windsor Castle потеряли мачты. С наступлением темноты, когда эскадра была разбросана по океану, сэр Роберт сделал сигнал прервать бой.
21 августа французский брестский флот вышел из пролива Гуле и встал на якорь под защитой своих береговых батарей. На следующее утро их атаковал Корнуоллис с 17 линейными кораблями, включая Agamemnon.
Капитан Харви перешёл на HMS Canada в ноябре.

#### Трафальгар

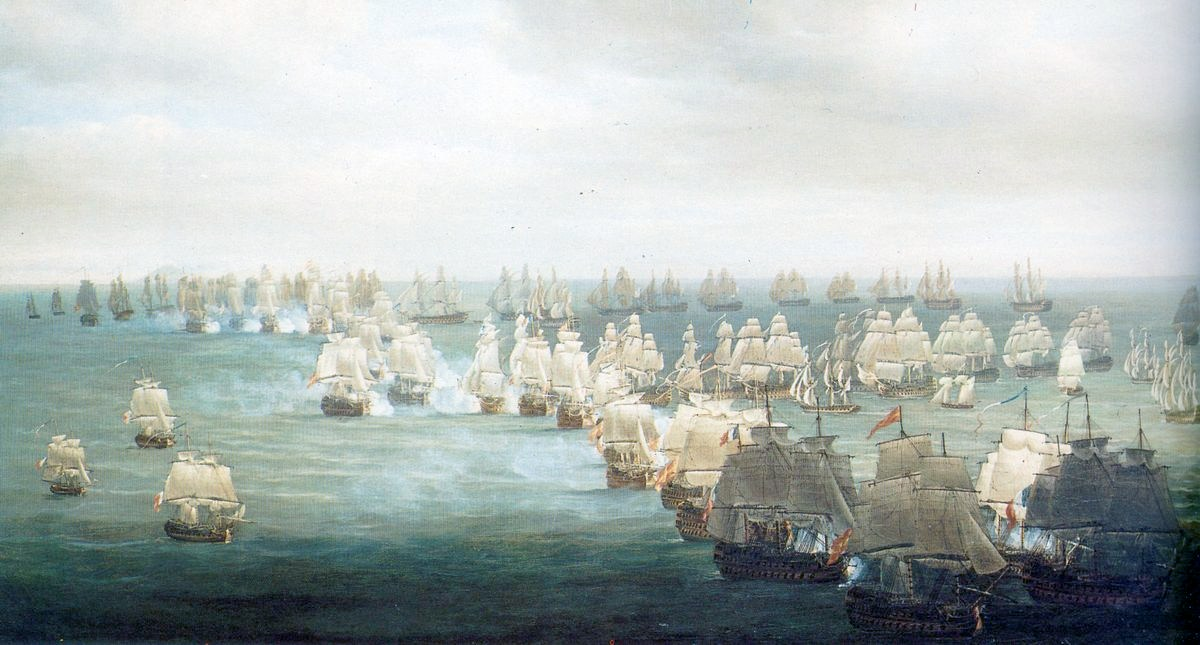
Трафальгар. HMS Agamemnon в наветренной колонне, третий справа

1805 — сентябрь, капитан сэр Эдвард Берри (англ. Edward Berry, капитан HMS Vanguard под командованием Нельсона при Абукире). Agamemnon покинул Спитхед 2 октября с лордом Робертом Фицджеральдом (англ. Robert Fitzgerald), британским послом в Португалии, на борту. Примерно в 2 часа ночи на 10 октября они увидели, что окружены рядом крупных кораблей. На рассвете обнаружилось, что это французская эскадра из пяти линейных кораблей из Рошфора, бывший британский Calcutta, два фрегата и бриг, и при них несколько торговых судов на буксире.
За Agamemnon погнались один трехдечный корабль и два других. Капитан Берри поднимал сигналы и стрелял из пушек, пытаясь внушить противникам, что ведет их в ловушку. Он ушел, когда преследователям было приказано повернуть в Порту за конвоем, часть которого они и захватили.
12 октября у мыса Сент-Винсент посол перебрался на HMS Nautilus, и на следующий день они присоединились к лорду Нельсону в 90 милях к западу от Кадиса.
На полпути к Кадису Agamemnon был направлен к эскадре капитана Джорджа Даффа (англ. George Duff). 20 октября у Кадиса он почти попался, когда капитан Берри, преследуемый адмиралом Магоном (фр. Magon) не захотел упустить американский приз, торговое судно. В тот же вечер, находясь между враждебными флотами, он попал во внезапный шквал и потерял грот-стеньгу.
На следующий день, в наветренной колонне Нельсона, он участвовал в битве при Трафальгаре.
Лишив мачт французский 74-пушечный, он занял позицию под кормой Santisima Trinidad, где подвергся атаке сразу четырех двухдечных. Пушки противника целились так высоко, что повреждения корпуса были небольшие. Если бы они стреляли ниже, то наверное, его потопили бы. Потери Agamemnon составили всего 2 убитых и 7 раненых.

#### Сан-Доминго

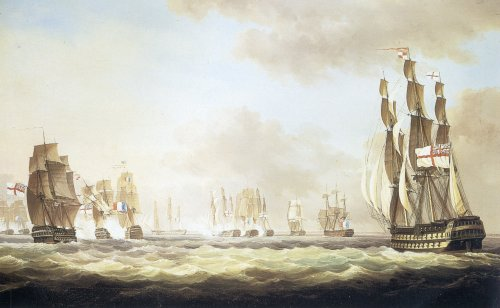
Сан-Доминго. HMS Agamemnon на заднем плане, концевой

Позже в том же году он был с эскадрой сэра Джона Дакворта в Вест-Индии.
3 марта 1806 года эскадра прошла пролив Мона (между Эспаньолой и Пуэрто-Рико) и 5 марта HMS Magicienne сообщила о противнике — десяти линейных в сопровождении фрегатов и корветов — в водах у города Сан-Доминго. На рассвете следующего утра Acasta подняла сигнал: «вижу 2 фрегата противника», а через час: «9 кораблей на якоре». В 8 часов противник был обнаружен в компактной линии, на пути к мысу Низао, между Сан-Доминго и бухтой Окоа. Так как были видны только пять линейных и два фрегата, сэр Томас счел, что они идут на соединение с остальными французами, и скомандовал ближний бой.
Наветренный дивизион составили: HMS Superb, HMS Northumberland, HMS Spencer, Agamemnon.
Подветренный дивизион: HMS Canopus, HMS Donegal, HMS Atlas.
Фрегаты: HMS Acasta, HMS Magicienne, HMS Kingfisher, HMS Epervier.
Менее чем за два часа два линейных корабля французов, Imperial и Diomede, были загнаны на берег и полностью уничтожены; Alexandre, Jupiter и Brave были взяты в плен. Agamemnon потерял одного матроса, Джеймса Кавано (англ. James Cavanagh) убитым, 5 матросов и 8 морских пехотинцев получили ранения.
После боя Agamemnon сопровождал контр-адмирала Кокрейна (англ. Alexander Cochrane) на Northumberland, который шел с временной мачтой, обратно на вест-индскую станцию.
Утром 24 марта 170 милях к северо-востоку от Мартиники, Agamemnon присоединился к HMS Carysfort, который уже тридцать часов преследовал некий бриг. В половине восьмого бриг сдался и оказался французским Lutine, 33 дней как из Лориана, капитан Дешантёр Кроке́ (фр. Dechauteurs Crocquet). Две из его 18 пушек были сброшены за борт. Он был взят в Королевский флот, под названием HMS Hawk.
В полдень 29 марта, примерно в 56 милях к северо-востоку от Барбадоса, был замечен HMS Heureux в погоне за шхуной противника. Будучи с подветра, капитан Берри не позволил жертве бежать под ветер, и в половине восьмого оба корабля были с ней борт к борту. Это была La Dame Ernouf, 14 дней назад вышедшая с Гваделупы. Её шестнадцать длинноствольных 6-фунтовых пушек были сброшены за борт во время погони.
Другим призом стала испанская шхуна Sevillana, назначением в Вера-Крус из Коруньи.
1806 — капитан Джонас Роуз (англ. Jonas Rose), вернулся домой в сентябре с конвоем из 275 ценных «купцов».

#### Копенгаген
После ремонта в Чатеме, в июле 1807 года корабль присоединился к экспедиции на Копенгаген. Датский флот сдался 7 сентября, а 21 октября Agamemnon доставил домой 665 человек 95-го полка. Его первый лейтенант с призовой партией привел в Англию Princess Caroline (74), приз, груженый корабельным лесом, тросами, якорями и рангоутом. Она была взята в британскую службу.
В декабре Agamemnon присоединился к эскадре, блокирующей Тахо.

#### Южная Америка
1808 — ремонт в Чатеме для перехода в Бразилию, где он входил в эскадру, охранявшую португальское королевское семейство.
Выполнил один поход, в котором определил точное место острова Тринидад в Южной Атлантике. На острове были найдены семь человек с американского китобойного судна. Они оказались там 18 месяцев назад, когда их китобой унесло штормом и, так как у них было много козлятины, рыбы и яиц, они были не против ждать, пока он вернется за ними.

## Гибель
Agamemnon потерпел крушение возле острова Гориция в устье Рио-де-Плата, 20 июня 1809 года. Во время инцидента уцелели все члены экипажа, а груз с борта корабля был спасён с помощью Bedford и Mistletoe.